# Teodectes
Teodectes (en griego: Θεοδέκτης; C. 380 – C. 340 a. C) fue un retórico y poeta trágico griego, de la Fasélide, en Licia.

## Vida
Vivió en el periodo que siguió a la guerra del Peloponeso. Junto con la continua decadencia de la vida política y religiosa, la tragedia se hundió cada vez más en la mera exhibición retórica. De la escuela de Isócrates salieron los oradores y tragediógrafos Teodectes y Afareo. También fue discípulo de Platón y amigo íntimo de Aristóteles. Al principio escribía discursos para los tribunales, aunque pronto pasó a componer tragedias con éxito. Pasó la mayor parte de su vida en Atenas y fue enterrado en el camino sagrado de Eleusis. Los habitantes de Faselis le honraron con una estatua, que fue decorada con guirnaldas por Alejandro Magno en su camino hacia Oriente.
Ganó ocho premios en una ocasión con su tragedia Mausolo, en el concurso que la reina Artemisia de Caria había instituido en honor de su difunto marido, Mausolo. En la misma ocasión fue derrotado en retórica por Teopompo. Mausolo estaba especialmente adaptado a los recitados y, por lo que dice la Suda, parece que todo el concurso era de declamación. Una buena idea de estos dramas para lectura y recitación, con su acompañamiento de frío patetismo retórico y su fuerte inclinación hacia lo horrible, puede obtenerse de las obras de Séneca. De las cincuenta tragedias de Teodectes tenemos los nombres de unas trece (entre ellas Áyax, Alcmeón, Helena, Linceo, Mausolo, Edipo, Orestes, Tideo y Filoctetes) junto con algunos fragmentos sin importancia. Su tratado sobre el arte de la retórica (según Suidas escrito en verso) y sus discursos se han perdido. Los nombres de dos de estos últimos, Sócrates y Nomos (en referencia a una ley propuesta por Teodectes para la reforma del servicio mercenario) son conservados por Aristóteles (Retórica, ii. 23, 13, 17). La Teodéctea (Θεοδέκτεια; Aristóteles, Ret. iii. 9, 9) probablemente no era de Teodectes, sino una obra anterior de Aristóteles, que fue sustituida por la actual Retórica. Estobeo cita el siguiente pasaje de una tragedia desconocida suya (Snell fr. 12 = Estobeo, Anthologium 3.32.14):
| ἅπαντ' ἐν ἀνθρώποισι γηράσκειν ἔφυ καὶ πρὸς τελευτὴν ἔρχεται τα<κ>τοῦ χρόνου, πλὴν ὡς ἔοικε τῆς ἀναιδείας μόνον· αὕτη δ' ὅσῳπερ αὔξεται θνητῶν γένος, τοσῷδε μείζων γίγνεται καθ' ἡμέραν. | Todo lo humano está destinado a envejecer y acercarse al final de su tiempo asignado excepto, según parece, sólo la maldad: a medida que la raza de los mortales aumenta, en el mismo grado lo hace la maldad día a día. |

## Mención por parte de terceros
El historiador Flavio Josefo escribe que en una ocasión Teodectes se empeñó en mencionar la Ley judía en sus poemas, y se quedó ciego a causa de su intromisión en la sagrada voluntad de Dios en aquel momento. Por lo tanto, siendo consciente de la ocasión de su destemplanza, oró a Dios y fue curado.
Al final de su discurso sobre la teoría de la memoria, Quintiliano menciona que Teodectes tenía una memoria excelente, y era capaz de repetir numerosos versos que sólo había oído una vez. Ateneo describe a Teodectes como alguien que había subyugado a Aristóteles gracias a su belleza.